# Compuesto de cinco cubos
| Compuesto de cinco cubos           | Compuesto de cinco cubos                           |
| ---------------------------------- | -------------------------------------------------- |
| (Animación, Modelo 3D)             |                                                    |
| Tipo                               | Compuesto regular                                  |
| Símbolo de Coxeter                 | 2{5,3}[5{4,3}]                                     |
| Núcleo de la estelación            | Triacontaedro rómbico                              |
| Envolvente convexa                 | Dodecaedro                                         |
| Índice                             | UC9                                                |
| Poliedros                          | 5 cubos                                            |
| Caras                              | 30 cuadrados (o también 360 triángulos exteriores) |
| Aristas                            | 60                                                 |
| Vértices                           | 20                                                 |
| Dual                               | Compuesto de cinco octaedros                       |
| Grupo de simetría                  | Icosaédrico (Ih)                                   |
| Subgrupo restringido a un elemento | Piritoedral (Th)                                   |

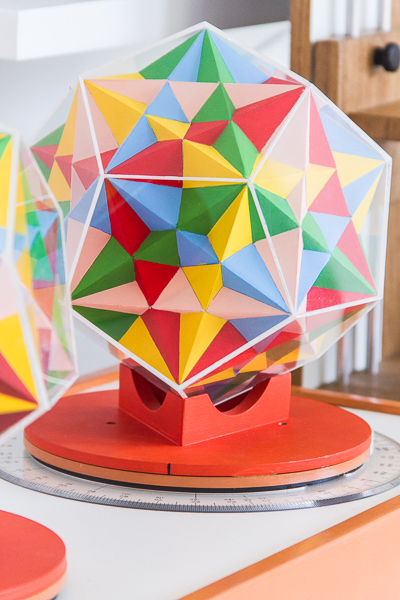
Modelo del compuesto inscrito en un dodecaedro

Transición al compuesto de cuatro cubos

El compuesto de cinco cubos es un poliedro compuesto regular. Fue descrito por primera vez por Edmund Hess en 1876, y es uno de los cinco compuestos regulares, dual del compuesto de cinco octaedros.
Posee simetría icosaédrica (Ih), y puede verse como el facetado de un dodecaedro regular, y también como una de las estelaciones del triacontaedro rómbico.

## Geometría
El compuesto es un facetado de un dodecaedro (donde se pueden ver pentagramas en correlación con las caras pentagonales). Cada cubo representa una selección de 8 de los 20 vértices del dodecaedro.
|                                                   |  |  |  |
| Vista de los ejes de simetría de 2, 5 y 3 lóbulos |  |  |  |

Si la forma se considera como una unión de cinco cubos que producen un sólido simple no convexo sin superficies autointersecantes, entonces tiene 360 caras (todas triángulos), 182 vértices (60 de grado 3, 30 de grado 4, 12 de grado 5, 60 con grado 8 y 20 con grado 12) y 540 aristas, con una característica de Euler de 182 − 540 + 360 = 2.

## Disposición de aristas
Su envolvente convexa es un dodecaedro regular. Además, comparte su disposición de vértices con el pequeño icosidodecaedro ditrigonal, el gran icosidodecaedro ditrigonal y el dodecadodecaedro ditrigonal. Con estas figuras, es posible formar compuestos poliédricos que también pueden ser considerados como poliedros estrellados uniformes degenerados: el pequeño rombicosidodecaedro complejo, el gran rombicosidodecaedro complejo y el rombicosidodecaedro complejo.
| Pequeño icosidodecaedro ditrigonal | Gran icosidodecaedro ditrigonal | Dodecadodecaedro ditrigonal |
| Dodecaedro (envolvente convexa)    | Compuesto de cinco cubos        | Como un poliedro esférico   |

El compuesto de diez tetraedros se puede formar tomando cada uno de estos cinco cubos y reemplazándolos por los dos tetraedros de la Estrella octángula (que comparten la misma disposición de vértices de un cubo).

## Como una estelación
|  | Este compuesto puede formarse como una estelación del triacontaedro rómbico. Las 30 caras rómbicas se localizan en los planos de las caras de los 5 cubos. |